# Hoffmannspecht
Der Hoffmannspecht (Melanerpes hoffmannii) ist eine Vogelart aus der Familie der Spechte (Picidae). Diese kleine Spechtart hat ein relativ kleines Verbreitungsgebiet in Mittelamerika und bewohnt dort trockene bis mäßig feuchte, halboffene Landschaften. Die überwiegend auf Bäumen gesuchte Nahrung besteht vorwiegend aus Insekten und deren Larven sowie Früchten, außerdem trinken die Tiere auch Nektar aus großen Blüten. Die Art ist häufig und wird von der IUCN als ungefährdet („least concern“) eingestuft.

## Beschreibung
Hoffmannspechte sind kleine Spechte mit relativ langem, leicht meißelförmig zugespitztem und an der Basis recht breitem Schnabel. Der Schnabelfirst ist leicht nach unten gebogen. Die Körperlänge beträgt etwa 19–21 cm, das Gewicht 62–84 g, sie sind damit deutlich kleiner, aber etwa ebenso schwer wie ein Buntspecht. Die Art zeigt einen deutlichen Geschlechtsdimorphismus bezüglich der Färbung.
Der untere Rücken und die Oberschwanzdecken sind weiß. Die gesamte übrige Oberseite ist auf schwarzem Grund weiß quergebändert. Auf dem oberen und mittleren Rücken ist diese Bänderung schmal, auf Oberflügeldecken, Schirmfedern und Armschwingen breiter. Die inneren Handschwingen sind oberseits einfarbig schwarz mit weißer Spitze, die Innenfahnen der äußeren Handschwingen sind an der Basis ebenfalls weiß gebändert. Auch der Schwanz ist überwiegend schwarz. Die Innenfahnen der beiden zentralen Steuerfedern sind entlang des Federkiels breit weiß, von dort ziehen sich angedeutete weiße Bänder nach außen. Die beiden äußersten Steuerfedern zeigen auf den Außenfahnen ebenfalls eine schmale weiße Querbänderung. Kopf, Hals und die gesamte Unterseite des Rumpfes sind überwiegend einfarbig blass grau-rötlich bis blass bräunlich. Die Beinbefiederung, die Bauchseiten, die helleren und oft auch etwas gelblichen Flanken sowie die mehr weißlichen Unterschwanzdecken zeigen auf diesem Grund ein schwärzliche, pfeilspitzenartige Bänderung. Die Bauchmitte ist diffus goldorange. Die Unterflügel sind dunkelbraun mit weißer Querbänderung, die Schwanzunterseite ist etwas heller als die Oberseite mit bräunlichen Außenkanten.
Der Schnabel ist schwarz, Beine und Zehen sind grau. Die Iris ist bei adulten Vögeln rot, gelegentlich rotbraun, bei Jungvögeln braun. Der Augenring ist bräunlich.
Männchen zeigen am Schnabelgrund vor dem Auge eine goldgelbe Zone. Der vordere Oberkopf ist rot. Der hintere Oberkopf und der Nacken sind ebenfalls goldgelb; diese Färbung setzt sich bis auf den obersten Rücken fort, wird dort jedoch blasser. Weibchen fehlt die rote Färbung des Oberkopfes, auch die Gelbfärbung ist weniger ausgedehnt und auf den Nacken beschränkt. Die Gelbfärbung des Schnabelgrundes ist blasser als beim Männchen. Weibchen sind außerdem etwas kleiner und kurzschnäbeliger als die Männchen.

## Verbreitung und Lebensraum
Der Hoffmannspecht hat ein relativ kleines Verbreitungsgebiet im westlichen Mittelamerika. Es reicht von der Pazifikseite des Zentralgebirges von Honduras und Nicaragua bis Costa Rica; nur in Costa Rica wird auch die karibische Seite des Zentralgebirges besiedelt. Das Gesamtverbreitungsgebiet umfasst nur etwa 51.100 km².
Die Art meidet den dichten Regenwald und bewohnt trockene bis mäßig feuchte, halboffene Landschaften. Dazu gehören laubabwerfende und lichte Wälder, Sekundärwald, Kaffeeplantagen und Gärten mit größeren, schattenspendenden Bäumen sowie Weiden und Hecken mit Einzelbäumen. Die Tiere sind oft in der Nähe des Menschen zu finden. Die Art kommt in Honduras von Meereshöhe bis 200 m Höhe vor, in Costa Rica überwiegend in Höhen zwischen 600 und 2150 m.

## Systematik und Forschungsgeschichte
Es werden keine Unterarten anerkannt. Die Art hybridisiert regelmäßig mit zwei nahe verwandten Arten, im Süden von Honduras mit dem Goldstirnspecht (Melanerpes aurifrons) und in Zentral-Costa Rica mit dem Rotkappenspecht (Melanerpes rubricapillus). Jean Louis Cabanis beschrieb die Art 1862 als Centurus Hoffmannii und ehrte damit den deutschen Naturforscher Karl Hoffmann. Der Gattungsname Centurus Swainson, 1837 ist ein Synonym für Melanerpes Swainson, 1832, letzterer hat als älterer Name die Priorität.

## Ernährung
Die Nahrung wird überwiegend an Bäumen gesucht, jedoch häufig niedrig über dem Boden, wo auch Zaunpfähle und Baumstümpfe abgesucht werden. Diese Spechte fressen vorwiegend Insekten, vor allem Ameisen, Käfer und Schmetterlinge und deren Larven sowie Früchte, außerdem trinken die Tiere auch Nektar aus großen Blüten. Ausnahmsweise wurden auch Vogeleier als Nahrung nachgewiesen. Die Nahrung wird überwiegend durch Hacken und Meißeln in Holz, durch das Abschlagen von Rinde und das Stochern in Löchern und Spalten erlangt, beim Fressen von Früchten können die Tiere auch kopfüber hängen.

## Fortpflanzung
Hoffmannspechte leben in Paaren. Die Brutzeit erstreckt sich von Februar bis Juli. Die Höhlen werden in Stämmen toter Bäume und in abgestorbenen Ästen in Höhen zwischen 1,5 und 9 m angelegt, gelegentlich auch nur in 1 m Höhe in Zaunpfählen. Die Gelege umfassen zwei bis drei Eier. Die Brutbiologie ist ansonsten kaum erforscht, offenbar sind jedoch Zweitbruten die Regel.

## Bestand und Gefährdung
Angaben zur Größe des Weltbestandes gibt es nicht. Die Art ist im größten Teil ihres Verbreitungsgebietes häufig und nimmt offenbar zu. Sie wird von der IUCN daher insgesamt als ungefährdet („least concern“) eingestuft.